# 朴南秀
朴 南秀（パク・ナムス、1918年 - 1994年）は韓国の詩人。平安南道平壌出身。

## 略歴
1918年、平安南道平壌に生まれる。平壌の崇仁商業を卒業後日本に渡り中央大学に入学する。卒業後は朝鮮殖産銀行の鎮南浦支店に入行し、1946年に朝鮮殖産銀行平壌支店長に昇進したが、朝鮮戦争期に大韓民国国軍の撤収に伴い越南した。
1939年、『문장(文章)』に「초롱불(灯火)」「거리(距離)」「밤길(夜道)」「마을(村)」 「심야(深夜)」「주막(酒幕)」などの 6篇が推薦された。初期の作品は日帝植民地の農村生活を通して時代的な暗黒相を求めていた。
「문장(文章)」の中に、他の詩人は主に自然を詩っていたとき、朴は社会にも関心をおいて、叙情的な情景に切実な感情を隠喩しているのが特徴である。一見したところは素朴な敍景詩のようだが、静けさの中に鋭い感覚と機知が閃いている。

## 年譜
- 1918年、平安南道平壌に生まれる。
- 1940年、『초롱불(灯火)』が 日本の三文社で出版される。
- 1942年、朝鮮産業銀行に入行。
- 1955年、詩人。趙芝薰、柳致環などと韓国詩人協会を創立。
- 1957年から思想界社の常任編集委員。
- 1958年、亞細亞自由文学賞を受賞。
- 1964年、三回目の詩集『신의 쓰레기(神のゴミ)』を刊行。
- 1967年、「新詩 60年記念事業会」の副会長。
- 1970年、詩協で出版された「現代詩人選集」に『새의 암장(鳥の暗葬)』を発刊。

## 代表作品
- 1940年、밤길(夜道)
- 1958年、할머니 꽃씨를　받으시다 (お婆さん、花の種を受け取られる)
- 1958年、갈매기 소묘(カモメの素描）
- 1964年、새(鳥)
- 1970年、투창(投槍)